# Takahashi Shuta
Shuta Takahashi (sinh ngày 27 tháng 7 năm 1983) là một cầu thủ bóng đá người Nhật Bản.

## Sự nghiệp câu lạc bộ
Shuta Takahashi đã từng chơi cho Mito HollyHock.